# L-トレオニン-3-デヒドロゲナーゼ
L-トレオニン-3-デヒドロゲナーゼ（L-threonine 3-dehydrogenase）は、グリシン、セリンおよびトレオニン代謝酵素の一つで、次の化学反応を触媒する酸化還元酵素である。
L-トレオニン + NAD+ {\displaystyle \rightleftharpoons } L-2-アミノ-3-オキソ酪酸 + NADH + H+
反応式の通り、この酵素の基質はL-トレオニンとNAD+、生成物はL-2-アミノ-3-オキソ酪酸とNADHとH+である。
組織名はL-threonine:NAD+ oxidoreductaseで、別名にL-threonine dehydrogenase, threonine 3-dehydrogenase, threonine dehydrogenase, TDHがある。